# Дубль два (телесериал)
«Дубль два» (англ. Take Two) — детективный телесериал совместного производства США, Германии и Франции. Премьера сериала состоялась 21 июня 2018 года на телеканале ABC в США.
21 ноября 2018 года сериал был закрыт после одного сезона.
Премьера в России состоялась 14 января 2019 года на телеканале Sony Channel.

## Сюжет
В центре сюжета находится Сэм, только что выпущенная из реабилитационного центра бывшая звезда полицейского сериала с более чем 200 эпизодами, и частный детектив Эдди. Они объединяются для расследования преступлений, во время которых Сэм планирует собирать информацию для потенциальной новой роли.

## В ролях
- Рэйчел Билсон — Сэм Свифт
- Эдди Сибриан — Эдди Валетик
- Ксавье де Гузман — Берто Васкес
- Алия О’Брайен — детектив Кристина Роллинс
- Элис Ли — Моника

## Производство

### Разработка
Производство сериала началось в конце марта 2016 года. ABC заказал первый сезон без съёмок пилотного эпизода 16 ноября 2017 года, за ним последовали немецкий VOX и французский France 2.

### Кастинг
16 ноября 2017 года стало известно, что Рэйчел Билсон и Эдди Сибриан получили главные роли Сэм и Эдди соответственно. 13 марта 2018 года Алия О’Брайен получила роль детектива Кристины Роллинс, а Элис Ли — роль Моники.

### Съёмки
Съёмки сериала начались 26 февраля 2018 года на студии Crossing Riverbend Studios в Бернаби.